# صموئيل ماثيوز
صموئيل ماثيوز (بالإنجليزية: Sam Matthews)‏ هو لاعب كرة قدم بريطاني، ولد في 10 مارس 1997 في بول في المملكة المتحدة. لعب مع نادي بريستول روفيرز.